# Distretto di Pozantı
Il distretto di Pozantı (in turco: Pozantı ilçesi) è un distretto della Turchia nella provincia di Adana con 19.812 abitanti (dato 2012)
Il capoluogo è la città di Pozantı.

## Geografia antropica

### Suddivisioni amministrative
Il distretto è suddiviso in 2 comuni (Belediye) e 16 villaggi (Köy)